# Pavots
El Pavots, pic de Pavots o Tucón Royo és una muntanya de 3.121 m d'altitud, amb una prominència de 24 m, que es troba al massís de Pocets, província d'Osca (Aragó).